# 西交利物浦大学基础教育集团外国语高级中学
西交利物浦大学基础教育集团外国语高级中学是一所位於广东省深圳市福田区的公辦學校，亦為該省的一级学校，于1988年成立。前身为益田中学，于2011年3月更名为深圳福田外国语高级中学，2024年改为现名。